# Mackiszki (gmina)
Mackiszki (wcześniej Aleksandrowo) – dawna gmina wiejska istniejąca w latach 1925–1929 w woj. nowogródzkim II Rzeczypospolitej (obecnie na Białorusi). Siedzibą gminy były Mackiszki (109 mieszk. w 1921 roku).
Gmina Mackiszki powstała 18 grudnia 1925 roku w powiecie lidzkim w woj. nowogródzkim, w związku z przemianowaniem gminy Aleksandrowo na Mackiszki. 1 kwietnia 1927 roku dokonano wymiany części terenów pomiędzy gminą Mackiszki a gminą Żyrmuny.
Gminę Mackiszki zniesiono 11 kwietnia 1929 roku, a jej obszar włączono do gmin Bieniakonie, Ejszyszki, Raduń i Żyrmuny oraz do nowo utworzonej gminy Woronowo.